# Regola di Taylor
La Regola di Taylor è una regola della moderna politica monetaria enunciata dall'economista statunitense John B. Taylor nel 1993.

## Ambito di applicazione
La regola ha particolare importanza perché consiste in una relazione matematica che lega alcune variabili economiche (inflazione e prodotto interno lordo) a uno strumento di politica monetaria. Questo consente di rappresentare il comportamento di molte banche centrali (come Federal Reserve e Banca centrale europea).
Nello specifico, la regola indica a quale livello dovrebbe essere il tasso di interesse nominale di breve periodo formulato dall'autorità monetaria, affinché sia pari al tasso di interesse reale di equilibrio, ossia il tasso di interesse reale a cui corrisponde un livello di domanda aggregata pari all'offerta aggregata di piena occupazione (PIL potenziale). 

## Enunciato
La regola può essere così formulata:
{\displaystyle i_{t}=\pi _{t}+r^{*}+a_{\pi }(\pi _{t}-\pi ^{*})+a_{y}(y_{t}-{\bar {y}}).}
dove
- {\displaystyle \,i_{t}} è il tasso di interesse nominale di breve periodo applicato dalla Banca Centrale;
- {\displaystyle \,\pi _{t}} è il tasso di inflazione al tempo t, misurato con il deflatore del PIL;
- {\displaystyle \pi ^{*}} è il tasso desiderato d'inflazione;
- {\displaystyle r^{*}} il tasso di interesse reale di equilibrio;
- {\displaystyle \,y_{t}} è il logaritmo del PIL effettivo;
- {\displaystyle {\bar {y}}} è il logaritmo del PIL potenziale.

Una formulazione alternativa, che coinvolge il tasso di disoccupazione, è così formulata:
{\displaystyle i_{t}=i^{*}+\alpha (\pi _{t}-\pi ^{*})-\beta (u_{t}-u_{n})}
dove:
- {\displaystyle i_{t}} è il tasso di interesse nominale di breve periodo applicato dalla Banca Centrale;
- {\displaystyle \,\pi _{t}} è il tasso di inflazione al tempo t, misurato con il deflatore del PIL;
- {\displaystyle \pi ^{*}} è il tasso desiderato d'inflazione;
- {\displaystyle u_{t}} è il tasso di disoccupazione al tempo t
- {\displaystyle u_{n}} è il tasso naturale di disoccupazione
- {\displaystyle \alpha } è il coefficiente che rappresenta la sensibilità della politica monetaria nei confronti dell'inflazione
- {\displaystyle \beta } è il coefficiente che rappresenta la sensibilità della politica monetaria nei confronti della disoccupazione

## I limiti della regola di Taylor
Nonostante l'efficienza della regola di Taylor, essa presenta dei limiti intrinseci:
- Vi è incertezza sul livello di produzione potenziale compatibile con prezzi stabili
- Vi è difficoltà nel definire l'output gap
- Vi è difficoltà nel definire il tasso di interesse reale ({\displaystyle r=i^{*}-\pi ^{*}}) quando la produzione e l'inflazione coincidono con i valori obiettivo